# Jacob Maarten van Bemmelen (scheikundige)
Jacob Maarten van Bemmelen (Almelo, 3 november 1830 - Leiden, 13 maart 1911) was een Nederlands hoogleraar scheikunde.
Jacob Maarten van Bemmelen is de kleinzoon van kostschoolhouder Joannes van Bemmelen en zoon van de geleerde Johannes Frans van Bemmelen en Antoinette Adriana de Kempenaer, zus van de latere minister Jacobus Mattheüs de Kempenaer. Hij studeerde vanaf 1847 scheikunde in Leiden en werd in 1852 assistent van P.J. van Kerckhoff aan de universiteit van Groningen. Van Bemmelen promoveerde magna cum laude in 1854 te Leiden bij A.H. van der Boon Mesch op het proefschrift Dissertatio chymica inauguralis de Cibotio Cumingii.
In 1874 werd Van Bemmelen benoemd tot hoogleraar in de anorganische scheikunde te Leiden. Inmiddels was hij reeds in 1873 benoemd tot lid van de Koninklijke Nederlandse Akademie van Wetenschappen, (KNAW). In Leiden analyseerde hij monsters aarde die afkomstig waren uit de Zuiderzee en uit de drooggemalen Legmeerpolder, de Wieringermeer, de Vinkeveen-Proosdijpolder en de IJpolders.